# نیکو اوت
نیکو اوت (انگلیسی: Niko Ott؛ زادهٔ ۹ ژوئیهٔ ۱۹۴۵) قایقران روئینگ اهل آلمان غربی بود.